# Голыша
Голыша (бел. Галыша, бел. Гольша) — река в Горецком и Дрибинском районах Могилевской области, правый приток реки Проня (бассейн Днепра). Длина 37 км, площадь водосбора 225 км². Среднегодовой расход воды в устье 1,4 м³/с. Средний уклон водной поверхности 0,9 ‰
Река начинается у деревни Чепелинка Горецкого района. Генеральное направление течения — юго-восток, в среднем течении перетекает в Дрибинский район. Водосбор на северной окраине Оршанско-Могилёвской равнины.
Долина чашеобразная, глубоковрезанная, шириной 0,5-1 км. Пойма двухсторонняя, местами заболоченная, шириной 0,2-0,7 км. Русло канализировано на 10 км от истока, ниже свободно меандрирует, извилистое, ширина реки в нижнем течении в межень 8-10 м. Берега крутые, обрывистые, поросли лесом.
Притоки: Добрянка (справа); Малая Голыша (слева).
Долина реки плотно заселена — река протекает деревни Чепелинка, Матюты, Стан, Болбечино, Панкратовка, Голышино, Ермаки, Язычково, Осиновка, Городецк, Ярыги, Михеевка и Прибужье Новое.
Устье в одном километре на юго-запад от посёлка Дрибин.